# Ajax Systems
Ajax Systems — українська технологічна компанія, офіс і виробництво розташовані в Києві. Компанія розробляє бездротові та дротові системи безпеки, має власне виробництво повного циклу. Заснована у 2011 році в Києві Олександром Конотопським.
Основний продукт — професійна бездротова система безпеки Ajax. Станом на 2021 рік система складається з 36 пристроїв для захисту від пограбування, пожеж та затоплення, а також пристроїв для керування електроживленням. Датчики та пристрої працюють від 2 до 7 років від комплектних батарей.
Для зв'язку пристрої системи використовують розроблений компанією пропрієтарний двосторонній радіопротокол Jeweller. Він має дальність дії до 2000 метрів та передає тривоги за 0,15 секунди. Для передачі фото при тривогах застосовується двосторонній радіопротокол Wings. Він має дальність до 1700 метрів та передає перший знімок за 9 секунд.
Продукція компанії продається більш ніж у 120 країнах світу та має 1 млн користувачів.
2015 року компанія отримала 1 млн $ інвестицій від венчурного фонду SMRK, а 2019 — 10 млн $ від Horizon Capital.

## Історія

### Передісторія (2008—2011)
2008 року Олександр Конотопський і Євген Гуменюк заснували компанію Secur, яка займалася імпортом до України охоронних сигналізацій і систем відеоспостереження з Китаю.

### Заснування і розвиток (2011—2014)
Компанію Ajax Systems створено 2011 року зі стартовим капіталом $50 тис. Першими продуктами стали датчики Ajax для детекції руху WS-301, відчинення дверей та вікон WS-401, розбиття скла WS-601, руху та розбиття скла WS-302GB, диму WS-501, брелок WS-101, бездротова клавіатура WS-102 та вулична світлозвукова сирена WS-201. Для зв'язку з охоронними компаніями ці бездротові пристрої використовували програмований приймач Ajax RR-104.
Для зв'язку з датчиками приймач використовував розроблений компанією односторонній радіопротокол Conquiztador із дальністю роботи до 500 м (охоронні системи інших виробників працювали в середньому на відстані до 150 м). Пристрої Ajax працювали 3-5 років від батарей та коштували на 30 % менше, ніж найдешевші польські аналоги.

### З 2015 року
2015 року розпочато виробництво охоронних пристроїв другого покоління: датчика руху MotionProtect, датчика відчинення дверей DoorProtect, датчика розбиття скла GlassProtect та брелока з тривожною кнопкою для керування системою SpaceControl.
Нова лінійка товарів мала технічні вдосконалення, покращене ПЗ, сучасніший дизайн корпусів із білого та чорного пластику. Завдяки новому двосторонньому радіопротоколу Jeweller дальність зв'язку системи зросла до 2000 м, автономність датчиків збільшилася до 5-7 років, а мінімальний період опитування пристроїв централлю склав 12 секунд.
2015 року український фонд SMRK вклав у Ajax 1 млн $ венчурних інвестицій в обмін на частку компанії.
2016 компанія додає нові пристрої, пропонуючи комплексну систему безпеки для самостійного моніторингу з можливістю підключитися до пульта охоронної компанії. Презентовано централь Hub, хмарний сервер Ajax Cloud та застосунки Ajax Security System для смартфонів на iOS та Android. Було розроблено нові датчики: комбінований датчик руху та розбиття скла CombiProtect, інфрачервоний датчик руху з додатковим мікрохвильовим сенсором MotionProtect Plus, протипожежний датчик FireProtect, що реагує на дим та зростання температури, датчик протікання LeaksProtect, вуличну сирену StreetSiren та силове реле керування живленням WallSwitch.
2017 року створено нову операційну систему для хаба — OS Malevich, а також датчик відчинення дверей із сенсором нахилу та удару DoorProtect Plus, протипожежний датчик із сенсором чадного газу FireProtect Plus, кімнатну сирену HomeSiren та сенсорну клавіатуру KeyPad. З'явилася можливість під'єднувати до системи безпеки камери відеоспостереження за протоколом RTSP. Також розроблено Transmitter — модуль інтеграції датчиків сторонніх виробників (наприклад, вуличних датчиків чи датчиків газу) у систему Ajax.
2018 року OS Malevich оновлено, у ній з'явилася можливість створювати групи охорони та персональні коди клавіатури, вийшла нова модель інтелектуальної централі Hub Plus із чотирма каналами зв'язку (Ethernet, Wi-Fi, дві SIM-картки), а також вуличний датчик руху MotionProtect Outdoor із цифровим алгоритмом протидії хибним спрацюванням LISA. Окрім силового реле, створено слабкострумове реле Relay із сухим контактом для дистанційного керування технікою (наприклад, електроклапанами та електрозамками).
Для ПК створено застосунок Ajax PRO Desktop, а з кінця 2018 року великі охоронні та сервісні компанії можуть отримати доступ до API для інтеграції технологій Ajax у власні екосистеми.
2019 року випущено нові пристрої: Button, ReX, Hub 2 та MotionCam. Компанія запустила 6 конвеєрних ліній, роботизувавши більшість процесів виробництва, що дало можливість збільшити щомісячний випуск до 250 тис. пристроїв.
2020 року компанія випустила такі девайси:
- PSU — альтернативні плати блоків живлення хабів і ретрансляторів ReX на 12 і 6 вольтів. З PSU хаби та ретранслятори можна під'єднати до портативних батарей, автомобільних акумуляторів, а також бортових електромереж яхт і домів на колесах.
- StreetSiren DoubleDeck — бездротова вулична сирена з кріпленням для брендованої лицьової панелі Brandplate, яка рекламує послуги охорони або монтажу.
- Hub 2 Plus — централь із вбудованою підтримкою LTE, Wi-Fi та фотоверифікації тривог. Хаб підтримує до 200 пристроїв, 100 відеореєстраторів або камер, 200 користувачів та 64 сценаріїв.
- MultiTransmitter — модуль інтеграції дротових датчиків із 18 зонами.
- DoubleButton — бездротовий пристрій для виклику допомоги в екстрених ситуаціях.
- Тримач Holder для DoubleButton і Button.

Цього ж року Ajax Systems випустили 911 (пультове програмне забезпечення для моніторингу десятків тисяч систем безпеки) та два оновлення операційної системи OS Malevich. Останнє оновлення OS Malevich впровадило відповідність PD 6662:2017 — комплексного документа, який застосовує європейські охоронні стандарти на території Великої Британії.

## Розробка та виробництво
Станом на 2021 рік, компанія має 2 заводи в Києві та 3 RnD офіси: у Києві, Харкові та Вінниці.
Компанія розробляє дизайн, апаратне та програмне забезпечення для охоронних пристроїв. Залежно від складності, розробка пристрою триває від 6 місяців до 2,5 років.
Компанія має виробництво повного циклу: автоматизоване збирання плат (SMD-лінії), конвеєрне збирання пристроїв, автоматизовану прошивку ПЗ та паковання. Для тестування продукції використовуються тестувальні стенди та власне ПЗ.

## Принцип роботи системи
Хаб є керівним пристроєм системи — централлю. Він працює від електромережі та оснащений резервним акумулятором, що забезпечує до ‌‌16 годин автономної роботи.
До хаба за радіопротоколу Jeweller під'єднуються до 200 будь-яких пристроїв Ajax: охоронні, протипожежні та датчики затоплення, ‌‌сирени, модулі інтеграції, клавіатури та брелоки, пристрої керування електроживленням. Пристрої можуть розміщуватися на відстані до 2000 м від хабу й працювати від 2 до 7 років від комплектних батарей. До системи можна під'єднати до 100 камер відеоспостереження чи відеореєстраторів із будь-якою кількістю відеопотоків.
Дані про небезпеку користувач отримує в пуш-сповіщеннях у застосунках Ajax, а також в SMS та за дзвінками від хаба. Тривоги та події передаються на пульт охоронної компанії за пропрієтарними протоколами та за протоколами Contact ID або SIA — безпосередньо від хаба через пряме підключення або через хмарний сервер Ajax Cloud (резервний канал зв'язку).
Системою можна керувати через мобільний застосунок Ajax Security System для iOS та Android. Він дозволяє підключати до системи пристрої шляхом зчитування QR-коду, створювати групи охорони, додавати користувачів і керувати їхніми правами, переглядати історію подій, керувати режимами охорони.
Для інженерів монтажу, сервісних компаній та працівників пультів охоронних компаній створено мобільний застосунок Ajax PRO для iOS та Android, що має ті ж можливості та адаптований для адміністрування багатьох систем безпеки інтерфейс. Програма для ПК Ajax PRO Desktop, яка має функцію моніторингу тривог та подій, є альтернативою пультам централізованого спостереження (ПЦС) для охоронних компаній і також може використовуватися для налаштування системи. Застосунок Ajax PRO Desktop доступний для Windows та macOS.
Пристрої компанії сертифіковано за стандартами EN 50131 та EN 14604. Системі Ajax присуджено Grade 2 — найвищий ступінь надійності для бездротових охоронних систем.

## Технології
- Jeweller — технологія двостороннього радіозв'язку, що працює на частотах 868,0–868,6 МГц (залежить від регіону) з дальністю зв'язку до 2000 м[22]. Вона має автоматичне регулювання потужності сигналу (до 25 мВт) та використовує метод часового поділу каналу зв'язку TDMA (пінги пристроїв 12–300 секунд залежно від налаштувань). Технологія передбачає адресність пристроїв та блокове шифрування інформації з динамічним ключем. Доставлення тривоги займає не більше 0,15 секунди[23].
- Wings — радіопротокол, розроблений для передавання на хаб фото з датчиків MotionCam та MotionCam Outdoor на відстані до 1700 метрів. Wings доставляє фотографії навіть за умови нестабільного рівня сигналу і перебоїв зв'язку завдяки вбудованим алгоритмам перевірки та дозавантаження пакетів. Оператор охоронної компанії й користувачі бачать перший знімок із місця події вже за 9 секунд після тривоги[24].
- SmartDetect — алгоритм обробки сигналу інфрачервоного сенсора для розпізнавання небезпек, що використовується інфрачервоними датчиками руху MotionProtect, MotionProtect Plus, MotionProtect Outdoor, MotionCam, MotionCam Outdoor, DualCurtain Outdoor та CombiProtect. Розпізнає людей та ігнорує тварин і хибні тривоги.
- LISA — двоетапний алгоритм запобігання хибним тривогам вуличних датчиків руху MotionProtect Outdoor та MotionCam Outdoor. Аналізує сигнали з двох інфрачервоних сенсорів, порівнюючи подібність їх форм. Якщо система не впевнена, що спрацювання спричинене людиною, проводиться спектральний аналіз (порівняння частотних складників сигналів двох сенсорів)[25].
- ELSA — триетапний програмний алгоритм, що аналізує сигнали двох вузькоспрямованих інфрачервоних сенсорів оптичної системи DualCurtain Outdoor[26]. Точний аналіз забезпечує швидке реагування на людей, відсіюючи хибні спрацювання на тварин і природні для вулиці перешкоди, і робить висновок — здіймати тривогу чи ні[27].
- HazeFlow — алгоритм розпізнавання пожежі за димом, граничною температурою або різким зростанням температури. Система об'єднує всі пожежні датчики, які сигналізують про небезпеку синхронно за допомогою вбудованих сирен, сповіщень у застосунках, через SMS та дзвінки.
- SmartBracket — кріплення для встановлення датчиків без необхідності розбирати корпус. Перфорована частина на кріпленні активує тампер у разі спроби демонтажу, що провокує тривогу[17].
- Fibra — протокол передачі даних між хабом і дротовими приладами Ajax чотирижильним кабелем. Має дальність зв'язку до 2 км, підключення до 30 пристроїв з живленням від акумулятора, фотопідтвердження тривог, віддалене керування, налаштування із застосунку та низьке енергоспоживання.[28]

## Пристрої
- Hub 2 — централь, що координує роботу пристроїв системи безпеки із фотоверифікацією тривог, підтримує зв'язок із хмарним сервером, передає тривоги користувачам (пуш-сповіщення застосунку, SMS та дзвінки) та охоронній компанії (пропрієтарні протоколи та протоколи Contact ID і SIA). Якщо в будівлі вимкнено електрику, централь зможе працювати до 16 годин від резервного акумулятора. Підключається до інтернету через Ethernet та 2G (2 слоти для SIM-карток)[29].
- DualCurtain Outdoor — бездротовий вуличний двонапрямний датчик руху типу штора[26]. Зона детектування DualCurtain Outdoor сягає 30 метрів, що дозволяє ефективно захищати вікна, двері, арки, паркани та вітрини. Працює на відстані до 1700 м від централі. Термін роботи від батарей до 4 років[27].
- Button — бездротова «тривожна» кнопка. Працює у двох режимах: тривога (виклик охорони) та керування (кнопка налаштовується під відчинення/зачинення електрозамків, ролет, воріт, керування освітленням та опаленням тощо). Працює на відстані до 1300 м від централі. Термін роботи від батареї до 5 років[30].
- ReX — ретранслятор радіосигналу, що збільшує дальність дії пристроїв системи безпеки. ReX керує підключеними пристроями, дозволяючи розмістити їх на значній відстані від хаба: у багатоповерховому офісі, в будівлях, які стоять окремо, чи на великому виробництві. Можливе використання до п'яти таких пристроїв у системі (залежить від моделі хабу)[31].
- MotionCam — датчик руху з фотокамерою для верифікації тривог. Надсилає серію фотографій із місця події, даючи можливість зрозуміти, що спричинило тривогу. Має інфрачервоне підсвічування для знімання в темряві, може працювати до 4 років від батареї на відстані до 1700 метрів від хаба. Передає перше фото менше ніж за 9 секунд, а тривоги — за 0,15 секунди. Для роботи MotionCam потрібна централь Hub 2 чи Hub 2 Plus[32].

## Повітряна тривога
Під час російського вторгнення в Україну Ajax Systems разом з компанією Stfalcon за підтримки Міністерства цифрової трансформації України випустили застосунок «Повітряна тривога» для інформування про повітряні тривоги. Додаток не вимагає реєстрації й не збирає дані користувачів.

## Нагороди
- квітень 2017 — Ajax Hub отримав «Найкращий дебют» та «Найкращий інноваційний продукт» на виставці техзасобів та обладнання для безпеки й протипожежного захисту MIPS Securika (Москва)[36]
- листопад 2017 — «Охоронна сигналізація року», виставка IFSEC International[37][38]
- вересень 2018 — фіналіст на конкурсі виставки засобів безпеки Intersec[39]
- жовтень 2018 — друге місце на Expoprotection Awards, категорія «Безпека та пожежогасіння»[40]
- жовтень 2020 — датчик MotionCam став переможцем у номінації «Охоронний продукт року» у британській премії PSI Premier Awards 2020[41]
- 2021 — № 3 серед 30 українських стартапів за версією Forbes[42].